# Détroit de Jurong
Pour les articles homonymes, voir Jurong.
Le détroit de Jurong, en malais Selat Jurong, est un détroit de Singapour séparant les îles de Pulau Ujong, Pulau Samulun et Pulau Damar Laut au nord de celle de Jurong au sud. En forme d'arc de cercle, il communique avec le détroit de Singapour, directement à l'ouest et à l'est. Situé au cœur du port de Jurong, ce détroit sert de rade pour les nombreux navires en transit.